# Chesias pallida
Chesias pallida är en fjärilsart som beskrevs av Barend J. Lempke 1969. Chesias pallida ingår i släktet Chesias och familjen mätare. Inga underarter finns listade i Catalogue of Life.